# Yūma Kawamori
Yūma Kawamori (japanisch 川森 有真 Kawamori Yūma; * 1. Februar 1993 in Yokkaichi) ist ein japanischer Fußballspieler.

## Karriere
Yūma Kawamori erlernte das Fußballspielen in der Jugendmannschaft von Sanfrecce Hiroshima und der Universitätsmannschaft der Tōyō-Universität. Seinen ersten Vertrag unterschrieb er 2015 beim Kagoshima United FC. Am Ende der Saison 2015 stieg der Verein in die J3 League auf. Für den Verein absolvierte er 56 Ligaspiele. 2019 wurde er an den Ligakonkurrenten Azul Claro Numazu ausgeliehen. Für den Verein absolvierte er 14 Ligaspiele. 2020 kehrte er nach Kagoshima zurück. Nach Vertragsende in Kagoshima unterschrieb er im Januar 2021 in Suzuka einen Vertrag beim Viertligisten Suzuka Point Getters